# Blancpain GT World Challenge Europe 2019
Navigation
Édition précédente Édition suivante
La saison 2019 du Blancpain GT World Challenge Europe est la septième saison de ce championnat et la première sous ce nom. Elle se déroule du 4 mai 2019 au 8 septembre 2019 sur un total de cinq manches.

## Calendrier
À l’occasion des 24 Heures de Spa 2018, Stéphane Ratel Organisation annonce une première mouture du calendrier pour la saison 2019 avant qu'une nouvelle version soit publiée en fin d'année. Par rapport à la saison précédente, on note l'arrivée de la manche à Zandvoort et le départ de celle de Zolder. Chaque manche comprend deux courses, soit dix courses pour cinq manches.
| N° | Date                  | Circuit                               | Lieu             | Pays        |
| -- | --------------------- | ------------------------------------- | ---------------- | ----------- |
| 1  | 4-5 mai               | Circuit de Brands Hatch               | Longfield        | Royaume-Uni |
| 2  | 29-30 juin            | Misano World Circuit Marco Simoncelli | Misano Adriatico | Italie      |
| 3  | 13-14 juillet         | Circuit de Zandvoort                  | Zandvoort        | Pays-Bas    |
| 4  | 31 août-1er septembre | Hungaroring                           | Mogyoród         | Hongrie     |
| 5  | 7-8 septembre         | Nürburgring                           | Nürburg          | Allemagne   |

## Engagés
Cette saison, le nombre de GT3 engagé à l’année est limité à 26, afin de réduire le nombre d'accidents.
| Équipe                     | Voiture                      | No. | Pilotes                | Classe | Manches           |
| -------------------------- | ---------------------------- | --- | ---------------------- | ------ | ----------------- |
| Belgian Audi Club Team WRT | Audi R8 LMS Evo              | 1   | Ezequiel Pérez Companc | P      | 1, 3–5            |
| Belgian Audi Club Team WRT | Audi R8 LMS Evo              | 1   | Dries Vanthoor         | P      | 1, 3–5            |
| Belgian Audi Club Team WRT | Audi R8 LMS Evo              | 2   | Charles Weerts         | P      | Toutes            |
| Belgian Audi Club Team WRT | Audi R8 LMS Evo              | 2   | Christopher Mies       | P      | 1, 3–5            |
| Belgian Audi Club Team WRT | Audi R8 LMS Evo              | 2   | Dries Vanthoor         | P      | 2                 |
| Belgian Audi Club Team WRT | Audi R8 LMS Evo              | 10  | Rik Breukers           | S      | Toutes            |
| Belgian Audi Club Team WRT | Audi R8 LMS Evo              | 10  | Óscar Tunjo            | S      | Toutes            |
| Belgian Audi Club Team WRT | Audi R8 LMS Evo              | 17  | Shae Davies            | S      | Toutes            |
| Belgian Audi Club Team WRT | Audi R8 LMS Evo              | 17  | Tom Gamble             | S      | Toutes            |
| Black Falcon               | Mercedes-AMG GT3             | 4   | Maro Engel             | P      | Toutes            |
| Black Falcon               | Mercedes-AMG GT3             | 4   | Luca Stolz             | P      | Toutes            |
| Phoenix Racing             | Audi R8 LMS Evo              | 5   | Kim-Luis Schramm       | P      | Toutes            |
| Phoenix Racing             | Audi R8 LMS Evo              | 5   | Frank Stippler         | P      | 1–2               |
| Phoenix Racing             | Audi R8 LMS Evo              | 5   | Jean-Karl Vernay       | P      | 3                 |
| Phoenix Racing             | Audi R8 LMS Evo              | 5   | Jamie Green            | P      | 4–5               |
| Phoenix Racing             | Audi R8 LMS Evo              | 11  | Finlay Hutchison       | P      | Toutes            |
| Phoenix Racing             | Audi R8 LMS Evo              | 11  | Frédéric Vervisch      | P      | Toutes            |
| Audi Sport Italia          | Audi R8 LMS Evo              | 7   | Andrea Fontana         | P      | 2                 |
| Audi Sport Italia          | Audi R8 LMS Evo              | 7   | Pierre Kaffer          | P      | 2                 |
| GetSpeed Performance       | Mercedes-AMG GT3             | 13  | Adam Osieka            | Am     | 2                 |
| GetSpeed Performance       | Mercedes-AMG GT3             | 13  | Denis Remenyako        | Am     | 2                 |
| Boutsen Ginion             | Lamborghini Huracán GT3 Evo  | 15  | Pierre Feligioni       | Am     | 2                 |
| Boutsen Ginion             | Lamborghini Huracán GT3 Evo  | 15  | Claude-Yves Gosselin   | Am     | 2                 |
| KCMG                       | Nissan GT-R Nismo GT3 (2018) | 18  | Oliver Jarvis          | P      | Toutes            |
| KCMG                       | Nissan GT-R Nismo GT3 (2018) | 18  | Alexandre Imperatori   | P      | 1, 5              |
| KCMG                       | Nissan GT-R Nismo GT3 (2018) | 18  | Edoardo Liberati       | P      | 2–4               |
| KCMG                       | Nissan GT-R Nismo GT3 (2018) | 23  | Aaditya Gayadeen       | P      | Toutes            |
| KCMG                       | Nissan GT-R Nismo GT3 (2018) | 23  | Alex Buncombe          | P      | Toutes            |
| KCMG                       | Nissan GT-R Nismo GT3 (2018) | 35  | Katsumasa Chiyo        | P      | Toutes            |
| KCMG                       | Nissan GT-R Nismo GT3 (2018) | 35  | Josh Burdon            | P      | Toutes            |
| KCMG                       | Nissan GT-R Nismo GT3 (2018) | 80  | João Paulo de Oliveira | P      | Toutes            |
| KCMG                       | Nissan GT-R Nismo GT3 (2018) | 80  | Tsugio Matsuda         | P      | 1–2, 4            |
| KCMG                       | Nissan GT-R Nismo GT3 (2018) | 80  | Florian Strauss        | P      | 3, 5              |
| GRT Grasser Racing Team    | Lamborghini Huracán GT3 Evo  | 19  | Michele Beretta        | S      | 3                 |
| GRT Grasser Racing Team    | Lamborghini Huracán GT3 Evo  | 19  | Rolf Ineichen          | S      | 3                 |
| GRT Grasser Racing Team    | Lamborghini Huracán GT3 Evo  | 63  | Mirko Bortolotti       | P      | Toutes            |
| GRT Grasser Racing Team    | Lamborghini Huracán GT3 Evo  | 63  | Christian Engelhart    | P      | Toutes            |
| Envision Virgin Racing     | Porsche 911 GT3 R            | 22  | Laurens Vanthoor       | P      | 5                 |
| Envision Virgin Racing     | Porsche 911 GT3 R            | 22  | Earl Bamber            | P      | 5                 |
| Tech 1 Racing              | Lexus RC F GT3               | 23  | Jack Hawksworth        | P      | 3–5               |
| Tech 1 Racing              | Lexus RC F GT3               | 23  | Aurélien Panis         | P      | 3–5               |
| Saintéloc Racing           | Audi R8 LMS Evo              | 24  | Nyls Stievenart        | PA     | 1–3               |
| Saintéloc Racing           | Audi R8 LMS Evo              | 24  | Stéphane Ortelli       | PA     | 1–3               |
| Saintéloc Racing           | Audi R8 LMS Evo              | 24  | P                      | 4–5    |                   |
| Saintéloc Racing           | Audi R8 LMS Evo              | 24  | P                      | 4–5    | Dorian Boccolacci |
| Saintéloc Racing           | Audi R8 LMS Evo              | 25  | Simon Gachet           | P      | Toutes            |
| Saintéloc Racing           | Audi R8 LMS Evo              | 25  | Christopher Haase      | P      | Toutes            |
| Saintéloc Racing           | Audi R8 LMS Evo              | 26  | Steven Palette         | P      | Toutes            |
| Saintéloc Racing           | Audi R8 LMS Evo              | 26  | Markus Winkelhock      | P      | Toutes            |
| AF Corse                   | Ferrari 488 GT3              | 52  | Andrea Bertolini       | PA     | Toutes            |
| AF Corse                   | Ferrari 488 GT3              | 52  | Louis Machiels         | PA     | Toutes            |
| Dinamic Motorsport         | Porsche 911 GT3 R            | 54  | Sven Müller            | P      | 5                 |
| Dinamic Motorsport         | Porsche 911 GT3 R            | 54  | Giorgio Roda           | P      | 5                 |
| Attempto Racing            | Audi R8 LMS Evo              | 55  | Nick Foster            | P      | Toutes            |
| Attempto Racing            | Audi R8 LMS Evo              | 55  | Steijn Schothorst      | P      | Toutes            |
| Attempto Racing            | Audi R8 LMS Evo              | 56  | Milan Dontje           | S      | Toutes            |
| Attempto Racing            | Audi R8 LMS Evo              | 56  | Mattia Drudi           | S      | Toutes            |
| Attempto Racing            | Audi R8 LMS Evo              | 66  | Kelvin van der Linde   | P      | Toutes            |
| Attempto Racing            | Audi R8 LMS Evo              | 66  | Clemens Schmid         | P      | Toutes            |
| R-Motorsport               | Aston Martin Vantage AMR GT3 | 62  | Hugo de Sadeleer       | S      | Toutes            |
| R-Motorsport               | Aston Martin Vantage AMR GT3 | 62  | Aaro Vainio            | S      | Toutes            |
| R-Motorsport               | Aston Martin Vantage AMR GT3 | 76  | Ricky Collard          | P      | Toutes            |
| R-Motorsport               | Aston Martin Vantage AMR GT3 | 76  | Marvin Kirchhöfer      | P      | Toutes            |
| AKKA ASP Team              | Mercedes-AMG GT3             | 87  | Jim Pla                | PA     | Toutes            |
| AKKA ASP Team              | Mercedes-AMG GT3             | 87  | Jean-Luc Beaubelique   | PA     | 1, 5              |
| AKKA ASP Team              | Mercedes-AMG GT3             | 87  | Mauro Ricci            | PA     | 2–4               |
| AKKA ASP Team              | Mercedes-AMG GT3             | 88  | Vincent Abril          | P      | Toutes            |
| AKKA ASP Team              | Mercedes-AMG GT3             | 88  | Raffaele Marciello     | P      | Toutes            |
| AKKA ASP Team              | Mercedes-AMG GT3             | 89  | Nico Bastian           | S      | Toutes            |
| AKKA ASP Team              | Mercedes-AMG GT3             | 89  | Thomas Neubauer        | S      | Toutes            |
| AKKA ASP Team              | Mercedes-AMG GT3             | 90  | Timur Boguslavskiy     | S      | Toutes            |
| AKKA ASP Team              | Mercedes-AMG GT3             | 90  | Fabian Schiller        | S      | 1–2, 4            |
| AKKA ASP Team              | Mercedes-AMG GT3             | 90  | Felipe Fraga           | S      | 3, 5              |
| Kessel Racing              | Ferrari 488 GT3              | 111 | Stephen Earle          | Am     | 4                 |
| Kessel Racing              | Ferrari 488 GT3              | 111 | Rory Penttinen         | Am     | 4                 |
| Rinaldi Racing             | Ferrari 488 GT3              | 333 | David Perel            | PA     | Toutes            |
| Rinaldi Racing             | Ferrari 488 GT3              | 333 | Rinat Salikhov         | PA     | Toutes            |
| HB Racing                  | Ferrari 488 GT3              | 444 | Florian Scholze        | Am     | Toutes            |
| HB Racing                  | Ferrari 488 GT3              | 444 | Wolfgang Triller       | Am     | Toutes            |
| Orange1 FFF Racing Team    | Lamborghini Huracán GT3 Evo  | 519 | Hiroshi Hamaguchi      | PA     | Toutes            |
| Orange1 FFF Racing Team    | Lamborghini Huracán GT3 Evo  | 519 | Phil Keen              | PA     | Toutes            |
| Orange1 FFF Racing Team    | Lamborghini Huracán GT3 Evo  | 555 | Diego Menchaca         | S      | Toutes            |
| Orange1 FFF Racing Team    | Lamborghini Huracán GT3 Evo  | 555 | Taylor Proto           | S      | Toutes            |
| Orange1 FFF Racing Team    | Lamborghini Huracán GT3 Evo  | 563 | Andrea Caldarelli      | P      | Toutes            |
| Orange1 FFF Racing Team    | Lamborghini Huracán GT3 Evo  | 563 | Marco Mapelli          | P      | Toutes            |

| Icône | Classe     |
| ----- | ---------- |
| P     | Pro Cup    |
| S     | Silver Cup |
| PA    | Pro-Am Cup |
| Am    | Am Cup     |

## Résultats de la saison 2019
En gras le vainqueur de la course.
| Manche | Manche | Circuit      | Pole Position                         | Vainqueurs Pro                   | Vainqueurs Silver                  | Vainqueurs Pro-Am               | Vainqueurs Am                    |
| ------ | ------ | ------------ | ------------------------------------- | -------------------------------- | ---------------------------------- | ------------------------------- | -------------------------------- |
| 1      | C1     | Brands Hatch | No. 4 Black Falcon                    | No. 4 Black Falcon               | No. 89 AKKA ASP Team               | No. 333 Rinaldi Racing          | No. 444 HB Racing                |
| 1      | C1     | Brands Hatch | Maro Engel Luca Stolz                 | Maro Engel Luca Stolz            | Nico Bastian Thomas Neubauer       | David Perel Rinat Salikhov      | Florian Scholze Wolfgang Triller |
| 1      | C2     | Brands Hatch | No. 90 AKKA ASP Team                  | No. 4 Black Falcon               | No. 89 AKKA ASP Team               | No. 519 Orange1 FFF Racing Team | No. 444 HB Racing                |
| 1      | C2     | Brands Hatch | Timur Boguslavskiy Fabian Schiller    | Maro Engel Luca Stolz            | Nico Bastian Thomas Neubauer       | Hiroshi Hamaguchi Phil Keen     | Florian Scholze Wolfgang Triller |
| 2      | C1     | Misano       | No. 2 Belgian Audi Club Team WRT      | No. 563 Orange1 FFF Racing Team  | No. 90 AKKA ASP Team               | No. 52 AF Corse                 | No. 444 HB Racing                |
| 2      | C1     | Misano       | Dries Vanthoor Charles Weerts         | Andrea Caldarelli Marco Mapelli  | Timur Boguslavskiy Fabian Schiller | Andrea Bertolini Louis Machiels | Florian Scholze Wolfgang Triller |
| 2      | C2     | Misano       | No. 88 AKKA ASP Team                  | No. 2 Belgian Audi Club Team WRT | No. 89 AKKA ASP Team               | No. 519 Orange1 FFF Racing Team | No. 444 HB Racing                |
| 2      | C2     | Misano       | Vincent Abril Raffaele Marciello      | Dries Vanthoor Charles Weerts    | Nico Bastian Thomas Neubauer       | Hiroshi Hamaguchi Phil Keen     | Florian Scholze Wolfgang Triller |
| 3      | C1     | Zandvoort    | No. 88 AKKA ASP Team                  | No. 88 AKKA ASP Team             | No. 62 R-Motorsport                | No. 519 Orange1 FFF Racing Team | No. 444 HB Racing                |
| 3      | C1     | Zandvoort    | Vincent Abril Raffaele Marciello      | Vincent Abril Raffaele Marciello | Hugo de Sadeleer Aaro Vainio       | Hiroshi Hamaguchi Phil Keen     | Florian Scholze Wolfgang Triller |
| 3      | C2     | Zandvoort    | No. 25 Saintéloc Racing               | No. 25 Saintéloc Racing          | No. 62 R-Motorsport                | No. 333 Rinaldi Racing          | No. 444 HB Racing                |
| 3      | C2     | Zandvoort    | Simon Gachet Christopher Haase        | Simon Gachet Christopher Haase   | Hugo de Sadeleer Aaro Vainio       | David Perel Rinat Salikhov      | Florian Scholze Wolfgang Triller |
| 4      | C1     | Nürburgring  | No. 63 GRT Grasser Racing Team        | No. 563 Orange1 FFF Racing Team  | No. 56 Attempto Racing             | No. 333 Rinaldi Racing          | No. 111 Kessel Racing            |
| 4      | C1     | Nürburgring  | Mirko Bortolotti Christian Engelhart  | Andrea Caldarelli Marco Mapelli  | Milan Dontje Mattia Drudi          | David Perel Rinat Salikhov      | Stephen Earle Rory Penttinen     |
| 4      | C2     | Nürburgring  | No. 1 Belgian Audi Club Team WRT      | No. 76 R-Motorsport              | No. 10 Belgian Audi Club Team WRT  | No. 52 AF Corse                 | No. 444 HB Racing                |
| 4      | C2     | Nürburgring  | Ezequiel Pérez Companc Dries Vanthoor | Ricky Collard Marvin Kirchhöfer  | Rik Breukers Óscar Tunjo           | Andrea Bertolini Louis Machiels | Florian Scholze Wolfgang Triller |
| 5      | C1     | Hungaroring  | No. 88 AKKA ASP Team                  | No. 88 AKKA ASP Team             | No. 89 AKKA ASP Team               | No. 87 AKKA ASP Team            | No. 444 HB Racing                |
| 5      | C1     | Hungaroring  | Vincent Abril Raffaele Marciello      | Vincent Abril Raffaele Marciello | Nico Bastian Thomas Neubauer       | Jean-Luc Beaubelique Jim Pla    | Florian Scholze Wolfgang Triller |
| 5      | C2     | Hungaroring  | No. 88 AKKA ASP Team                  | No. 88 AKKA ASP Team             | No. 90 AKKA ASP Team               | No. 519 Orange1 FFF Racing Team | No. 444 HB Racing                |
| 5      | C2     | Hungaroring  | Vincent Abril Raffaele Marciello      | Vincent Abril Raffaele Marciello | Timur Boguslavskiy Felipe Fraga    | Hiroshi Hamaguchi Phil Keen     | Florian Scholze Wolfgang Triller |

## Classements saison 2019
Attribution des points
Le système de points de la saison 2018 est reconduit. Il se fonde sur le maximum de points qu'un engagé pouvait gagner dans l'ancien format selon le calcul "Course qualificative + Course" divisé par deux. Par exemple, pour la première place, on obtient {\displaystyle {\frac {8+25}{2}}}={\displaystyle 16.5}.
Les points sont attribués pour les dix premiers de chaque course. Également, un point est donné à l'auteur de la pole position. Pour obtenir ces points, il faut que la voiture ait complétée 75 % de la distance parcourue par la voiture gagnante. Enfin, il faut que chacun des deux pilotes d'un équipage participe durant au minimum 25 minutes.
| Position | 1er  | 2e | 3e  | 4e  | 5e | 6e  | 7e | 8e | 9e | 10e | Pole |
| Points   | 16.5 | 12 | 9.5 | 7.5 | 6  | 4.5 | 3  | 2  | 1  | 0.5 | 1    |

### Championnat des pilotes

#### Général
| Pos. | Pilote                                | Équipe                     | BRH  | BRH  | MIS  | MIS  | ZAN  | ZAN  | NÜR | NÜR  | HUN | HUN  | Points |
| ---- | ------------------------------------- | -------------------------- | ---- | ---- | ---- | ---- | ---- | ---- | --- | ---- | --- | ---- | ------ |
| 1    | Andrea Caldarelli Marco Mapelli       | Orange1 FFF Racing Team    | Abd. | 2    | 1    | 2    | 3    | 7    | 1   | 3    | 5   | 4    | 92.5   |
| 2    | Maro Engel Luca Stolz                 | Black Falcon               | 2    | 1    | 3    | 4    | 4    | 4    | 8   | 4    | 2   | 3    | 92.5   |
| 3    | Vincent Abril Raffaele Marciello      | AKKA ASP Team              | 4    | 19   | 2    | 15   | 1    | 6    | 9   | Abd. | 1   | 1    | 78.5   |
| 4    | Mirko Bortolotti Christian Engelhart  | GRT Grasser Racing Team    | 3    | 10   | 6    | 16   | 2    | 2    | 2   | 8    | 3   | 2    | 75     |
| 5    | Simon Gachet Christopher Haase        | Saintéloc Racing           | 16   | 7    | Abd. | 3    | 10   | 1    | 3   | 2    | 6   | 6    | 61     |
| 6    | Charles Weerts                        | Belgian Audi Club Team WRT | 12   | 6    | Abd. | 1    | 13   | 5    | 4   | 26   | 8   | 7    | 40.5   |
| 7    | Dries Vanthoor                        | Belgian Audi Club Team WRT | 11   | Abd. | Abd. | 1    | 5    | 3    | 5   | 27   | 17  | 16   | 40     |
| 8    | Ricky Collard Marvin Kirchhöfer       | R-Motorsport               | 7    | 5    | 4    | 13   | 7    | 18   | 7   | 1    | 10  | 19   | 39.5   |
| 9    | Nico Bastian Thomas Neubauer          | AKKA ASP Team              | 1    | 8    | 20   | 6    | 9    | 12   | 24  | 18   | 7   | 8    | 29     |
| 10   | Kelvin van der Linde Clemens Schmid   | Attempto Racing            | 5    | 4    | 7    | 14   | 27   | 24   | 28  | 12   | 4   | 10   | 24.5   |
| 11   | Christopher Mies                      | Belgian Audi Club Team WRT | 12   | 6    |      |      | 13   | 5    | 4   | 26   | 8   | 7    | 23     |
| 12   | Ezequiel Pérez Companc                | Belgian Audi Club Team WRT | 11   | Abd. |      |      | 5    | 3    | 5   | 27   | 17  | 16   | 22.5   |
| 13   | Timur Boguslavskiy                    | AKKA ASP Team              | 15   | 18   | 5    | 26   | 26   | Np.  | 10  | 10   | 13  | 5    | 14     |
| 14   | Nick Foster Steijn Schothorst         | Attempto Racing            | Abd. | 3    | 8    | 8    | 12   | 13   | 14  | 13   | 11  | 13   | 13.5   |
| 15   | Hugo de Sadeleer Aaro Vainio          | R-Motorsport               | Abd. | 11   | 17   | 7    | 6    | 8    | 15  | 14   | 9   | 9    | 11.5   |
| 16   | Finlay Hutchison Frédéric Vervisch    | Phoenix Racing             | 8    | 12   | 10   | 5    | 8    | 10   | 13  | 25   | 18  | 20   | 11     |
| 17   | Fabian Schiller                       | AKKA ASP Team              | 15   | 18   | 5    | 26   |      |      | 10  | 10   |     |      | 8      |
| 18   | Milan Dontje Mattia Drudi             | Attempto Racing            | 10   | 9    | 9    | 18   | 16   | 9    | 6   | 15   | 12  | 15   | 8      |
| 19   | Rik Breukers Óscar Tunjo              | Belgian Audi Club Team WRT | 9    | Abd. | 25   | 9    | 11   | 25   | 11  | 6    | 16  | 14   | 6.5    |
| 20   | Jack Hawksworth Aurélien Panis        | Tech 1 Racing              |      |      |      |      | 15   | Abd. | 19  | 5    | 26  | 22   | 6      |
| 20   | Felipe Fraga                          | AKKA ASP Team              |      |      |      |      | 26   | Np.  |     |      | 13  | 5    | 6      |
| 21   | Shae Davies Tom Gamble                | Belgian Audi Club Team WRT | 6    | Abd. | 14   | 11   | 17   | 11   | 12  | 17   | 20  | 18   | 4.5    |
| 22   | Steven Palette Markus Winkelhock      | Saintéloc Racing           | Abd. | Abd. | Abd. | Abd. | Abd. | Np.  | 18  | 7    | 19  | 12   | 3      |
| 23   | Kim-Luis Schramm                      | Phoenix Racing             | Abd. | 13   | 22   | 12   | 14   | 14   | 17  | 9    | 14  | 11   | 1      |
| 23   | Jamie Green                           | Phoenix Racing             |      |      |      |      |      |      | 17  | 9    | 14  | 11   | 1      |
| 24   | Diego Menchaca Taylor Proto           | Orange1 FFF Racing Team    | 19   | Np.  | 23   | 10   | 22   | 16   | 22  | 16   | 24  | 23   | 0.5    |
|      | Stéphane Ortelli                      | Saintéloc Racing           | Np.  | Np.  | 13   | 19   | 21   | 21   | 16  | 11   | 15  | 17   | 0      |
|      | Dorian Boccolacci                     | Saintéloc Racing           |      |      |      |      |      |      | 16  | 11   | 15  | 17   | 0      |
|      | Andrea Bertolini Louis Machiels       | AF Corse                   | Abd. | Abd. | 11   | 21   | 20   | 19   | 23  | 19   | 23  | 26   | 0      |
|      | David Perel Rinat Salikhov            | Rinaldi Racing             | 13   | 16   | 12   | 22   | 25   | 15   | 20  | 24   | 25  | Abd. | 0      |
|      | Frank Stippler                        | Phoenix Racing             | Abd. | 13   | 22   | 12   |      |      |     |      |     |      | 0      |
|      | Nyls Stievenart                       | Saintéloc Racing           | Np.  | Np.  | 13   | 19   | 21   | 21   |     |      |     |      | 0      |
|      | Hiroshi Hamaguchi Phil Keen           | Orange1 FFF Racing Team    | 14   | 14   | 15   | 17   | 18   | 20   | 21  | 20   | 22  | 21   | 0      |
|      | Jean-Karl Vernay                      | Phoenix Racing             |      |      |      |      | 14   | 14   |     |      |     |      | 0      |
|      | Jim Pla                               | AKKA ASP Team              | 17   | 15   | 19   | 24   | 23   | 22   | 27  | 21   | 21  | 24   | 0      |
|      | Jean-Luc Beaubelique                  | AKKA ASP Team              | 17   | 15   |      |      |      |      |     |      | 21  | 24   | 0      |
|      | Andrea Fontana Pierre Kaffer          | Audi Sport Italia          |      |      | 16   | 20   |      |      |     |      |     |      | 0      |
|      | Florian Scholze Wolfgang Triller      | HB Racing                  | 18   | 17   | 18   | 23   | 24   | 23   | 26  | 22   | 27  | 25   | 0      |
|      | Michele Beretta Rolf Ineichen         | GRT Grasser Racing Team    |      |      |      |      | 19   | 17   |     |      |     |      | 0      |
|      | Mauro Ricci                           | AKKA ASP Team              |      |      | 19   | 24   | 23   | 22   | 27  | 21   |     |      | 0      |
|      | Adam Osieka Denis Remenyako           | GetSpeed Performance       |      |      | 21   | 25   |      |      |     |      |     |      | 0      |
|      | Stephen Earle Rory Penttinen          | Kessel Racing              |      |      |      |      |      |      | 25  | 23   |     |      | 0      |
|      | Pierre Feligioni Claude-Yves Gosselin | Boutsen Ginion             |      |      | 24   | 27   |      |      |     |      |     |      | 0      |
|      | Sven Müller Giorgio Roda              | Dinamic Motorsport         |      |      |      |      |      |      |     |      | 28  | 27   | 0      |
| Pos. | Pilote                                | Équipe                     | BRH  | BRH  | MIS  | MIS  | ZAN  | ZAN  | NÜR | NÜR  | HUN | HUN  | Points |

| Couleur  | Résultat                       |
| -------- | ------------------------------ |
| Or       | Vainqueur                      |
| Argent   | 2e place                       |
| Bronze   | 3e place                       |
| Vert     | Classé dans les points         |
| Bleu     | Classé hors des points         |
| Bleu     | Non classé (Nc.)               |
| Violet   | Abandon (Abd.)                 |
| Rouge    | Non qualifié (Nq.)             |
| Rouge    | Non pré-qualifié (Npq.)        |
| Noir     | Disqualifié (Dsq.)             |
| Blanc    | Non partant (Np.)              |
| Blanc    | Forfait (Forf.)                |
| Blanc    | Course annulée (A)             |
| Neutre   | Non présent                    |
| Neutre   | Exclu (Ex.)                    |
| Gras     | Pole position                  |
| Italique | Meilleur tour en course        |
| †        | Classé sans terminer la course |
| 1 2 3 …  | Classement dans la catégorie   |

#### Silver Cup
| Pos. | Pilote                        | Équipe                     | BRH  | BRH  | MIS | MIS | ZAN | ZAN | NÜR | NÜR | HUN | HUN | Points |
| ---- | ----------------------------- | -------------------------- | ---- | ---- | --- | --- | --- | --- | --- | --- | --- | --- | ------ |
| 1    | Nico Bastian Thomas Neubauer  | AKKA ASP Team              | 1    | 8    | 20  | 6   | 9   | 12  | 24  | 18  | 7   | 8   | 112.5  |
| 2    | Hugo de Sadeleer Aaro Vainio  | R-Motorsport               | Abd. | 11   | 17  | 7   | 6   | 8   | 15  | 14  | 9   | 9   | 99     |
| 3    | Milan Dontje Mattia Drudi     | Attempto Racing            | 10   | 9    | 9   | 18  | 16  | 9   | 6   | 15  | 12  | 15  | 97     |
| 4    | Timur Boguslavskiy            | AKKA ASP Team              | 15   | 18   | 5   | 26  | 26  | Np. | 10  | 10  | 13  | 5   | 87     |
| 5    | Rik Breukers Óscar Tunjo      | Belgian Audi Club Team WRT | 9    | Abd. | 25  | 9   | 11  | 25  | 11  | 6   | 16  | 14  | 75     |
| 6    | Shae Davies Tom Gamble        | Belgian Audi Club Team WRT | 6    | Abd. | 14  | 11  | 17  | 11  | 12  | 17  | 20  | 18  | 64     |
| 7    | Fabian Schiller               | AKKA ASP Team              | 15   | 18   | 5   | 26  |     |     | 10  | 10  |     |     | 59     |
| 8    | Diego Menchaca Taylor Proto   | Orange1 FFF Racing Team    | 19   | Np.  | 23  | 10  | 22  | 16  | 22  | 16  | 24  | 23  | 42     |
| 9    | Felipe Fraga                  | AKKA ASP Team              |      |      |     |     | 26  | Np. |     |     | 13  | 5   | 28     |
| 10   | Michele Beretta Rolf Ineichen | GRT Grasser Racing Team    |      |      |     |     | 19  | 17  |     |     |     |     | 9      |
| Pos. | Pilote                        | Équipe                     | BRH  | BRH  | MIS | MIS | ZAN | ZAN | NÜR | NÜR | HUN | HUN | Points |

#### Pro-Am Cup
| Pos. | Pilote                           | Équipe                  | BRH  | BRH  | MIS | MIS | ZAN | ZAN | NÜR | NÜR | HUN | HUN  | Points |
| ---- | -------------------------------- | ----------------------- | ---- | ---- | --- | --- | --- | --- | --- | --- | --- | ---- | ------ |
| 1    | Hiroshi Hamaguchi Phil Keen      | Orange1 FFF Racing Team | 14   | 14   | 15  | 17  | 18  | 20  | 21  | 20  | 22  | 21   | 131    |
| 2    | David Perel Rinat Salikhov       | Rinaldi Racing          | 13   | 16   | 12  | 22  | 25  | 15  | 20  | 24  | 25  | Abd. | 102.5  |
| 3    | Jim Pla                          | AKKA ASP Team           | 17   | 15   | 19  | 24  | 23  | 22  | 27  | 21  | 21  | 24   | 96.5   |
| 4    | Andrea Bertolini Louis Machiels  | AF Corse                | Abd. | Abd. | 11  | 21  | 20  | 19  | 23  | 19  | 23  | 26   | 96     |
| 5    | Jean-Luc Beaubelique             | AKKA ASP Team           | 17   | 15   |     |     |     |     |     |     | 21  | 24   | 52     |
| 6    | Mauro Ricci                      | AKKA ASP Team           |      |      | 19  | 24  | 23  | 22  | 27  | 21  |     |      | 44.5   |
| 7    | Stéphane Ortelli Nyls Stievenart | Saintéloc Racing        | Np.  | Np.  | 13  | 19  | 21  | 21  |     |     |     |      | 40.5   |
| Pos. | Pilote                           | Équipe                  | BRH  | BRH  | MIS | MIS | ZAN | ZAN | NÜR | NÜR | HUN | HUN  | Points |

#### Am Cup
| Pos. | Pilote                                | Équipe               | BRH | BRH | MIS | MIS | ZAN | ZAN | NÜR | NÜR | HUN | HUN | Points |
| ---- | ------------------------------------- | -------------------- | --- | --- | --- | --- | --- | --- | --- | --- | --- | --- | ------ |
| 1    | Florian Scholze Wolfgang Triller      | HB Racing            | 18  | 17  | 18  | 23  | 24  | 23  | 26  | 22  | 27  | 25  | 170.5  |
| 2    | Stephen Earle Rory Penttinen          | Kessel Racing        |     |     |     |     |     |     | 25  | 23  |     |     | 28.5   |
| 3    | Adam Osieka Denis Remenyako           | GetSpeed Performance |     |     | 21  | 25  |     |     |     |     |     |     | 24     |
| 4    | Pierre Feligioni Claude-Yves Gosselin | Boutsen Ginion       |     |     | 24  | 27  |     |     |     |     |     |     | 19     |
| Pos. | Pilote                                | Équipe               | BRH | BRH | MIS | MIS | ZAN | ZAN | NÜR | NÜR | HUN | HUN | Points |

### Championnat des Équipes

#### Général
| Pos. | Équipe                     | Constructeur | BRH  | BRH  | MIS | MIS | ZAN | ZAN  | NÜR | NÜR | HUN | HUN  | Points |
| ---- | -------------------------- | ------------ | ---- | ---- | --- | --- | --- | ---- | --- | --- | --- | ---- | ------ |
| 1    | AKKA ASP Team              | Mercedes-AMG | 1    | 8    | 2   | 6   | 1   | 6    | 9   | 18  | 1   | 1    | 99.5   |
| 2    | Orange1 FFF Racing Team    | Lamborghini  | 14   | 2    | 1   | 2   | 3   | 7    | 1   | 3   | 5   | 4    | 95     |
| 3    | Black Falcon               | Mercedes-AMG | 2    | 1    | 3   | 4   | 4   | 4    | 8   | 4   | 2   | 3    | 93.5   |
| 4    | GRT Grasser Racing Team    | Lamborghini  | 3    | 10   | 6   | 16  | 2   | 2    | 2   | 8   | 3   | 2    | 80     |
| 5    | Saintéloc Racing           | Audi         | 16   | 7    | 13  | 3   | 10  | 1    | 3   | 2   | 6   | 6    | 66.5   |
| 6    | Belgian Audi Club Team WRT | Audi         | 6    | 6    | 14  | 1   | 5   | 3    | 4   | 6   | 8   | 7    | 65.5   |
| 7    | R-Motorsport               | Aston Martin | 7    | 5    | 4   | 7   | 6   | 8    | 7   | 1   | 9   | 9    | 56     |
| 8    | Attempto Racing            | Audi         | 5    | 3    | 7   | 8   | 12  | 9    | 6   | 12  | 4   | 10   | 42.5   |
| 9    | Phoenix Racing             | Audi         | 8    | 12   | 10  | 5   | 8   | 10   | 13  | 9   | 14  | 11   | 22     |
| 10   | Tech 1 Racing              | Lexus        |      |      |     |     | 15  | Abd. | 19  | 5   | 26  | 22   | 7.5    |
| 11   | Rinaldi Racing             | Ferrari      | 13   | 16   | 12  | 22  | 25  | 15   | 20  | 24  | 25  | Abd. | 4      |
| 12   | AF Corse                   | Ferrari      | Abd. | Abd. | 11  | 21  | 20  | 19   | 23  | 19  | 23  | 26   | 2.5    |
| 13   | Audi Sport Italia          | Audi         |      |      | 16  | 20  |     |      |     |     |     |      | 0.5    |
|      | KCMG                       | Nissan       | 18   | 17   | 18  | 23  | 24  | 23   | 26  | 22  | 27  | 25   | 0      |
|      | GetSpeed Performance       | Mercedes-AMG |      |      | 21  | 25  |     |      |     |     |     |      | 0      |
|      | Kessel Racing              | Ferrari      |      |      |     |     |     |      | 25  | 23  |     |      | 0      |
|      | Boutsen Ginion             | Lamborghini  |      |      | 24  | 27  |     |      |     |     |     |      | 0      |
|      | Dinamic Motorsport         | Porsche      |      |      |     |     |     |      |     |     | 28  | 27   | 0      |
| Pos. | Équipe                     | Constructeur | BRH  | BRH  | MIS | MIS | ZAN | ZAN  | NÜR | NÜR | HUN | HUN  | Points |

#### Silver Cup
| Pos. | Équipe                     | Constructeur | BRH  | BRH  | MIS | MIS | ZAN | ZAN | NÜR | NÜR | HUN | HUN | Points |
| ---- | -------------------------- | ------------ | ---- | ---- | --- | --- | --- | --- | --- | --- | --- | --- | ------ |
| 1    | AKKA ASP Team              | Mercedes-AMG | 1    | 8    | 5   | 6   | 9   | 12  | 10  | 10  | 7   | 5   | 149.5  |
| 2    | R-Motorsport               | Aston Martin | Abd. | 11   | 17  | 7   | 6   | 8   | 15  | 14  | 9   | 9   | 103    |
| 3    | Attempto Racing            | Audi         | 10   | 9    | 9   | 18  | 16  | 9   | 6   | 15  | 12  | 15  | 102    |
| 4    | Belgian Audi Club Team WRT | Audi         | 6    | Abd. | 14  | 9   | 11  | 11  | 11  | 6   | 16  | 14  | 94     |
| 5    | Orange1 FFF Racing Team    | Lamborghini  | 19   | Np.  | 23  | 10  | 22  | 16  | 22  | 16  | 24  | 23  | 55.5   |
| 6    | GRT Grasser Racing Team    | Lamborghini  |      |      |     |     | 19  | 17  |     |     |     |     | 10.5   |
| Pos. | Équipe                     | Constructeur | BRH  | BRH  | MIS | MIS | ZAN | ZAN | NÜR | NÜR | HUN | HUN | Points |

#### Pro-Am Cup
| Pos. | Équipe                  | Constructeur | BRH  | BRH  | MIS | MIS | ZAN | ZAN | NÜR | NÜR | HUN | HUN  | Points |
| ---- | ----------------------- | ------------ | ---- | ---- | --- | --- | --- | --- | --- | --- | --- | ---- | ------ |
| 1    | Orange1 FFF Racing Team | Lamborghini  | 14   | 14   | 15  | 17  | 18  | 20  | 21  | 20  | 22  | 21   | 131    |
| 2    | Rinaldi Racing          | Ferrari      | 13   | 16   | 12  | 22  | 25  | 15  | 20  | 24  | 25  | Abd. | 102.5  |
| 3    | AKKA ASP Team           | Mercedes-AMG | 17   | 15   | 19  | 24  | 23  | 22  | 27  | 21  | 21  | 24   | 96.5   |
| 4    | AF Corse                | Ferrari      | Abd. | Abd. | 11  | 21  | 20  | 19  | 23  | 19  | 23  | 26   | 96     |
| 5    | Saintéloc Racing        | Audi         | Np.  | Np.  | 13  | 19  | 21  | 21  |     |     |     |      | 40.5   |
| Pos. | Équipe                  | Constructeur | BRH  | BRH  | MIS | MIS | ZAN | ZAN | NÜR | NÜR | HUN | HUN  | Points |

#### Am Cup
| Pos. | Équipe               | Constructeur | BRH | BRH | MIS | MIS | ZAN | ZAN | NÜR | NÜR | HUN | HUN | Points |
| ---- | -------------------- | ------------ | --- | --- | --- | --- | --- | --- | --- | --- | --- | --- | ------ |
| 1    | HB Racing            | Ferrari      | 18  | 17  | 18  | 23  | 24  | 23  | 26  | 22  | 27  | 25  | 170.5  |
| 2    | Kessel Racing        | Ferrari      |     |     |     |     |     |     | 25  | 23  |     |     | 28.5   |
| 3    | GetSpeed Performance | Mercedes-AMG |     |     | 21  | 25  |     |     |     |     |     |     | 24     |
| 4    | Boutsen Ginion       | Lamborghini  |     |     | 24  | 27  |     |     |     |     |     |     | 19     |
| Pos. | Équipe               | Constructeur | BRH | BRH | MIS | MIS | ZAN | ZAN | NÜR | NÜR | HUN | HUN | Points |